# Visconde de Caria
Visconde de Caria é um título nobiliárquico criado por D. Luís I de Portugal, por Decreto e Carta de 21 de Junho de 1869, em favor de José Homem Machado de Figueiredo Leitão, antes 1.º Barão de Caria e depois 1.º Conde de Caria.
Titulares
1. José Homem Machado de Figueiredo Leitão, 1.º Barão, 1.º Visconde e 1.º Conde de Caria.